# Il testamento di Maria
Il testamento di Maria, adattamento teatrale di Marco Tullio Giordana e Marco Perisse di The Testament of Mary di Colm Tóibín. Per la prima volta in scena in Italia il 17 nov 2015 per il Teatro Stabile di Torino, con Michela Cescon protagonista diretta da Marco Tullio Giordana; scene, costumi e luci di Gianni Carluccio.